# Syngonanthus crassinervius
Syngonanthus crassinervius är en gräsväxtart som beskrevs av Silveira. Syngonanthus crassinervius ingår i släktet Syngonanthus och familjen Eriocaulaceae. Inga underarter finns listade i Catalogue of Life.